# حجاج بن مسروق جعفی
حجاج بن مسروق جعفی از قبیله مذحج از جمله شیعیان مشهور علی بوده است. او در کوفه زندگی می‌کرد و هنگامی که از حرکت حسین بن علی به کربلا آگاه شد او را تا هنگام مرگش در واقعه کربلا همراهی کرد. هنگامی که کاروان حسین با سپاه حر روبرو شدند، او به فرمان حسین، اذان ظهر گفت.